# 李让夷
李讓夷（8世纪—847年？），字達心，唐朝官员，唐武宗年间任宰相，唐宣宗年间也短期任相。

## 背景和早期生涯
根据《旧唐书》《新唐书》<李让夷传>，他出自隴西李氏，李让夷的曾祖李练，祖父李悅，父亲李應規，他们可能有官衔，但史书无载。根据2004年出土的尼姑李勝才的墓志铭，李让夷为李胜才之兄，他们源自趙郡李氏。墓志铭记载了李让夷的祖父李悦官职为密州录事参军，累赠尚书右仆射，父亲李应规官居卫尉少卿，累赠司徒。且李胜才生于贞元十八年（802年），李让夷应早于此时出生。但根据墓志铭的其余记载，程义、肖健一、王维坤等学者认为李让夷既不是赵郡李氏也不是陇西李氏，而很有可能是寒门之士，就像陈寅恪所说的“循南北朝庶姓冒称士族之惯例”，也有可能是属于“破落户”或“假冒牌”。
他最初在诸侯府任职，曾被华州刺史李绛辟为幕府判官。唐宪宗元和十四年（819年），中进士。后效力西川节度使杜元颖幕府。

## 唐文宗年间
唐文宗（宪宗孙）太和（827年 - 835年）初年，因朋友翰林学士宋申锡举荐，李让夷被召回长安任右拾遺，充翰林学士，转行左補闕。三年（829年），以翰林学士、朝议郎、行左补阙、赐绯鱼袋身份行職方員外郎，又改任左司郎中，仍充翰林学士。与薛廷老交好，推荐为翰林学士。五年（831年）九月，薛廷老因不称职被罢官，李让夷受到牵连也被罢官守职方员外郎。九年（835年），累进谏议大夫。
开成元年（836年）四月，李让夷兼知起居舍人事。但他这次就任是宰相们争执的结果。他的前任李褒为慢性病所苦而请辞，当宰相李石报告文宗时，文宗指出唐初宰相褚遂良曾兼任谏议大夫和起居舍人，相信谏议大夫中也有一人可以兼任，要求李石上交谏议大夫的名单。李石在名单中列了李让夷、馮定、孫簡和蕭俶。文宗认为李让夷是合适的人选，但另一宰相李固言推荐崔球和張次宗。另一宰相郑覃反对崔球，认为他和前宰相李宗闵结党，并且说如果文宗选择了李让夷或裴中孺中的任一人，他就不反对。二年（837年），李让夷任中書舍人。但因为元年的那场争论，当李宗闵的盟友杨嗣复和李珏拜相后，李让夷再未在文宗朝获得擢升。

## 唐武宗年间
五年（840年），唐文宗驾崩，弟唐武宗继位，李德裕成为首相，历次提拔李让夷为工部侍郎、戶部侍郎、尚書右丞。会昌二年（842年）七月，李让夷以尚书右丞、兼御史中丞被拜为中書侍郎，授同中書門下平章事，为实质宰相。引荐崔铉为宰相领诸道盐铁转运等使。四年（844年），累迁检校尚书右仆射。五年（845年）正月，宰相李德裕、杜悰、李让夷、崔铉、太常卿孙简等率文武百官上武宗徽号仁圣文武章天成功神德明道皇帝。

## 唐宣宗年间
六年（846年）三月，唐武宗崩，皇叔继位为唐宣宗。四月，李让夷进司空、门下侍郎，为大行山陵使，负责督造武宗陵墓。很快，李德裕失势，与李让夷一同被罢相。甚至在武宗陵墓尚未完工时，七月，李让夷就被任为淮南节度使。李商隐文集《樊南文集补编》有《为荥阳公上淮南李相公状》。李让夷很快病倒了，请求回长安，途中以分司东都洛阳的太子宾客身份去世，赠司徒。
李让夷为人俭朴，不结党，因此受到嘉许。

## 作品
- 《敬宗实录》十卷，陈商、郑亚撰，李让夷监修。[20][21]

## 评价
- 《旧唐书》：（周）墀、让史才，（郑）肃之礼学，（卢）商之长者，或登三事，或践六卿，以道始终，夫何不韪。[3]

## 子孙
- 子：李格，秘书省秘书郎
  - 孙：李凝，字成用，贾岛著名的五字句诗《题李凝幽居》，即其人。据《唐故乡贡进士赵郡李府君墓志铭并序》载，李让夷的府第在长安通义里，李凝的祖姑母、李让夷之妹李胜才墓志也记载：“复归京都通义里之兴圣寺院，与私第遗咫尺也，朝参暮见无异居同。”
- 子：李甸